# قرآن کریم (ترجمه پاینده)
قرآن مجید با ترجمهٔ فارسیِ ابوالقاسم پاینده، ترجمه‌ای از قرآن است که در سال ۱۳۳۵ موفق به اخذ جایزه سلطنتی کتاب سال شد.

## ویژگی‌ها
عمده‌ترین ویژگی این ترجمه، سادگی و روانی آن است. چراکه مترجم، بدون افزودن توضیحی اضافه، موفق شده معانی دشوار قرآن را به مخاطب القاء کند. ابوالقاسم پاینده در بخش دوم از مقدمات شش‌گانه، به شرح تاریخچه اسلام پرداخته و شرح حال زندگی پیامبر اسلام را در هفت صفحه توصیف کرده‌است که برخی آن را جامع‌ترین شرح زندگانی پیامبر اسلام دانسته‌اند.

## نقد و بررسی
این ترجمه چندین مرتبه توسط اشخاصی از جمله مرتضی مطهری نقد و بررسی شده‌است.
سید علی موسوی گرمارودی، اصلی‌ترین ایراد وارد بر این ترجمه را نگارش مقدمه‌ای در ابتدای کتاب دانست، در حالی که برای حفظ شان و جایگاه قرآن، مترجم می‌بایست نوشته خود را تحت عنوان موخره و در انتهای ترجمه قرار می‌داد. اما مرتضی مطهری یکی از بزرگ‌ترین ایرادات وارده بر این ترجمه را، عدم تطابق ترجمه با قرائت مشهور قرآن می‌داند، گویی مترجم، قرائت مشهور از قاریان هفتگانه را انتخاب نکرده و به ترجمه قرائتی شاذ پرداخته‌است.